# رافائلو گامبینو
رافائلو گامبینو (انگلیسی: Raffaello Gambino; ۱۸ آوریل ۱۹۲۸ – ۲۶ اوت ۱۹۸۹) شناگر، و بازیکن واترپلو اهل ایتالیا بود.